# Leptasterias derbeki
Leptasterias derbeki is een zeester uit de familie Asteriidae.
De wetenschappelijke naam van de soort werd in 1938 gepubliceerd door Alexander Michailovitsch Djakonov.